# ネパールの鉄道
ネパールの鉄道（ネパールのてつどう）では、ネパール連邦民主共和国における鉄道について記す。

## 概要
2021年現在、ネパール国内の主要な鉄道事業者は、ジャナクプル鉄道（あるいはネパール鉄道）である。当鉄道は、2014年1月より運行を休止していたが、2022年4月3日運行を再開した 。
ジャナクプル鉄道は、隣国のインド共和国（通称：インド）のジャイナガルと、ネパールのジャナクプルの間で運行をしていた。運行距離は、29 kmで、軌間は762 mm (2 ft 6 in)であった。かつて、ジャナクプルからビザルプラの路線もあり、当路線も合わせて59 kmの運行距離であったが、この区間は橋梁の損傷のため、予備路線となっている。1994年まで、蒸気機関車による運行がされていたが、その後インドからディーゼル機関車が4両譲渡され、そのうち、 ZDM 524 ディーゼル機関車の1両が、ジャナクプルとジャイナガルの間（約29キロメートル）を運行休止直前まで運行していた。

インド鉄道と同じ軌間（1,676 mm (5 ft 6 in)）の新路線（ジャイナガル - ジャナクプル）の建設のため、2014年1月に運行を休止した。当路線は、Bardibasまで延伸の計画もある。

首都カトマンズには、鉄道が全く繋がっていない。

インド鉄道路線のいくつかは、国境を越えてネパールに入っており、ネパール平野へと短距離の路線が延びている。
これらは、ラクソール（インド/ネパール国境）とシシヤ（ネパール）を結ぶネパール/インド共同の貨物線となっている。インドのラクソールからの貨物線は、広軌の路線であり、ネパール鉄道会社とインド鉄道で共同運行され、シシヤのドライポート・コンテナ倉庫を通じて、ネパールまでコンテナ輸送が行われている。
非常に短い鉄道のいくつかは、ジャナクプルダムのように、隣接した平野から遠く離れて通らずに、インドからネパールに達している。

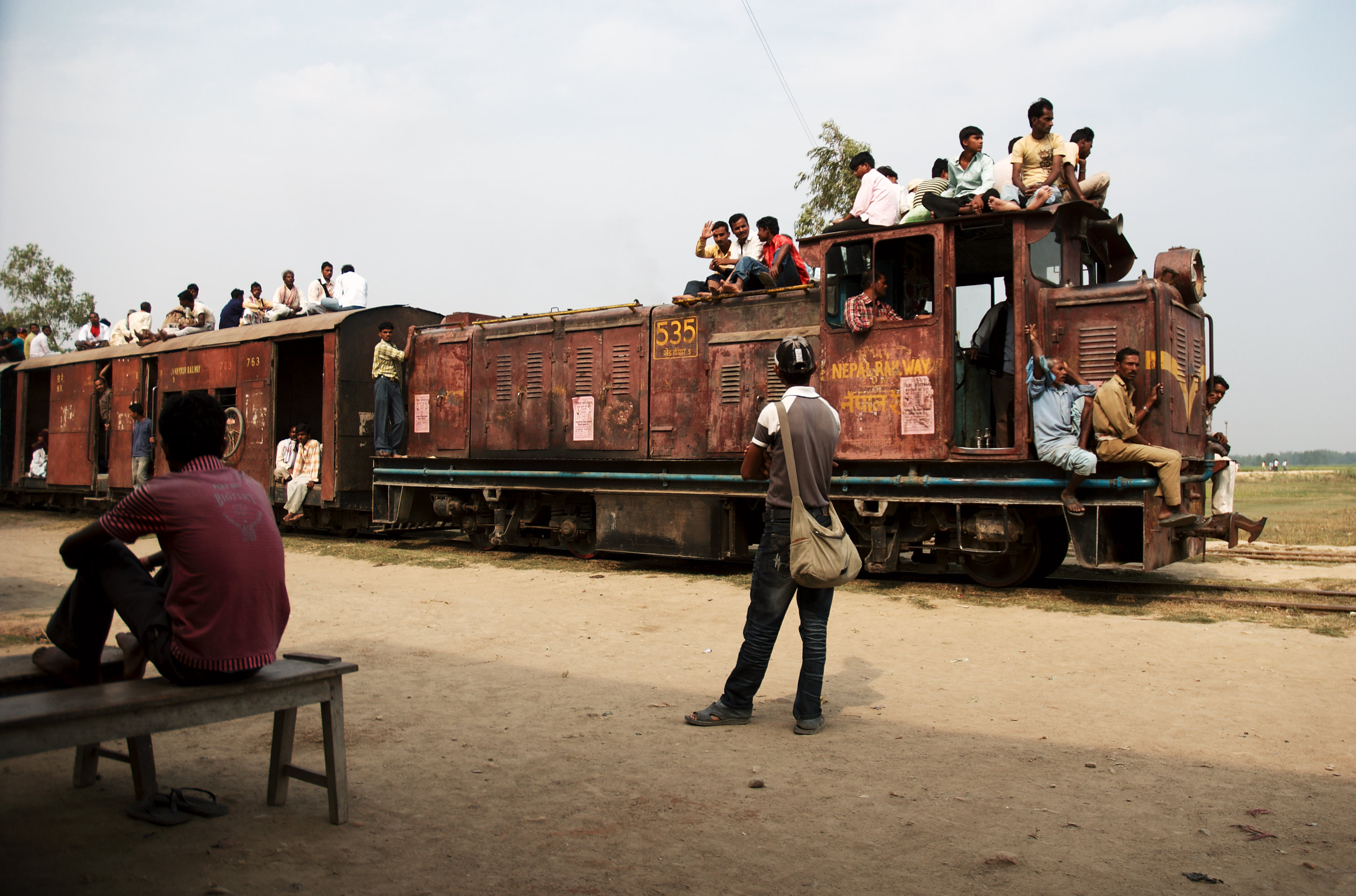
インド国境付近での列車（ジャナクプル鉄道（狭軌時代））

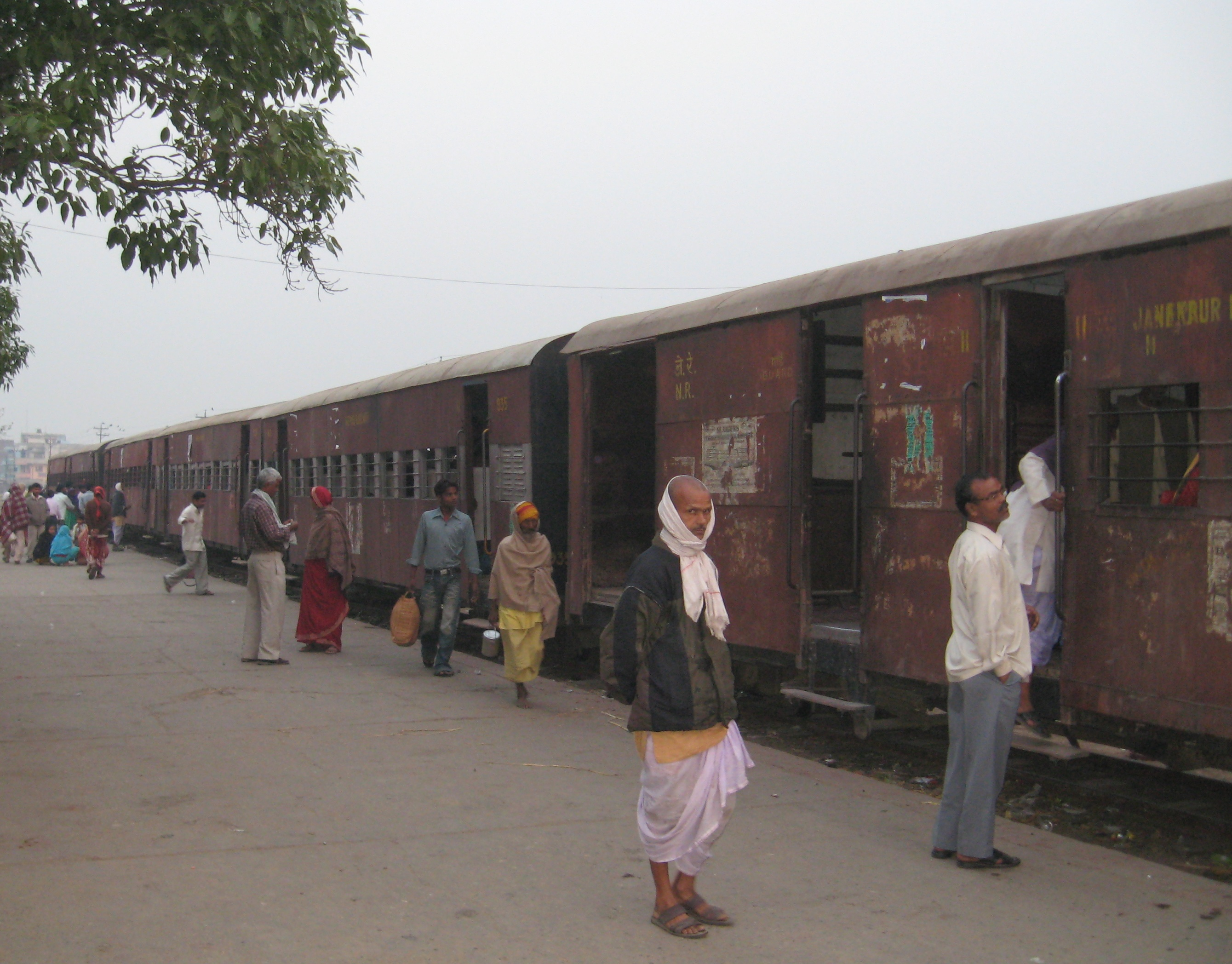
ジャナクプル駅での列車（ジャナクプル鉄道（狭軌時代））

これらは、一般的に狭軌となっている。

## 事業者
- ジャナクプル鉄道
- インド鉄道

## 計画中の鉄道
2008年に、中華人民共和国チベットのラサ市からネパールへの連絡路線の建設が、主な計画として浮上している。

## 地図
- UN Map (PDF)  （英語）
- UNHCR Altas Map （英語）

## 鉄道駅
- ネパールの鉄道駅（英語版）

## 隣接国との鉄道接続状況
- 中華人民共和国 - 接続なし
- インド - 接続あり